# Sveriges historia (Norstedts)
Sveriges historia är ett bokverk som gavs ut av Norstedts förlag och omfattar åtta delar. Det beskriver Sveriges historia enligt aktuella forskningsrön. Verket kom till stånd genom ett samarbete mellan Norstedts, Historiska museet i Stockholm och mediekoncernen TV4-Gruppen. Förutom bokutgivningen, arrangerade museet under 2010 en utställning med namnet Sveriges historia medan TV-kanalen TV4 under våren 2010 och hösten 2011 visade en TV-serie med samma namn i tolv avsnitt.
Verkets huvudredaktör är historieprofessorn Dick Harrison. Han är också programledare för TV-serien och har dessutom skrivit bokverkets andra del samt, tillsammans med Bo Eriksson, varit medförfattare till den tredje delen. Övriga böcker har olika författare. De saknar särskilda undertitlar. I stället anger ett årtalsspann vilken tid delen behandlar. En karta på försättsbladet i varje del visar Sveriges utbredning vid periodens början. Av eftersättsbladet visar en annan karta rikets utbredning vid epokens slut. Böckerna är skrivna av sina huvudförfattare, i varje del, finns insprängda fördjupningsartiklar, så kallade temaartiklar, skrivna av andra författare och tryckta på beiga sidor. Innehållsförteckningen i varje del följs av ett förord av huvudredaktören Dick Harrison. Därpå kommer ett förord av bokdelens författare, innan innehållet tar vid. Varje del avslutas med ett Slutord, följt av två litteraturlistor, dels en annoterad bibliografi för huvuddelen, dels en förteckning för temaartiklarna. Uppgifter om bildkällor samt ett kombinerat person- och ortnamnsregister avslutar varje band.

## Verkets delar
Första delen, utgiven 17 september 2009, är skriven av Stig Welinder (professor emeritus i arkeologi) och omfattar tiden 13000 f.Kr.–600 e.Kr. Den behandlar alltså tiden från istiden över stenåldern och bronsåldern till järnåldern. Del två i serien, som alltså är skriven av Dick Harrison och utkom samma dag som del 1, behandlar tiden 600–1350, vilket innefattar vikingatiden, äldre medeltiden och högmedeltiden, fram till digerdöden. Den tredje delen, utgiven 26 maj 2010, är skriven av Dick Harrison och Bo Eriksson (filosofie doktor i historia) och spänner över tiden 1350–1600, vilket innefattar senmedeltiden med Kalmarunionen samt Gustav Vasa och hans söners maktkamp. Den fjärde delen utkom 2 maj 2011 och är skriven av Nils Erik Villstrand (professor i nordisk historia och filosofie doktor). Denna del behandlar tiden 1600–1721 och innefattar alltså det som i svensk historia vanligtvis kallas stormaktstiden fram till frederna efter stora nordiska kriget. Del 5, av Elisabeth Mansén (professor i idéhistoria), gavs ut 19 september 2011 och behandlar tiden 1721–1830, alltså frihetstiden, gustavianska tiden och åren fram till det som brukar kallas "det liberala genombrottet". Sjätte delen utkom 20 mars 2012 och är skriven av Bo Stråth (professor i historia och samtidshistoria). Den omfattar perioden 1830–1920, det vill säga Sveriges industrialisering och tiden fram till införandet av rösträtten. Del 7 är skriven av Yvonne Hirdman (professor i samtidshistoria), Jenny Björkman (filosofie doktor i historia) och Urban Lundberg (filosofie doktor i historia) och utkom 17 september 2012. Den sträcker sig över tiden 1920–1965 och innefattar därmed mellankrigstiden, andra världskrigets tid samt den del av efterkrigstiden som brukar kallas "rekordåren". Den åttonde och sista delen utkom slutligen 2 april 2013. Den är skriven av Kjell Östberg (professor i samtidshistoria) och Jenny Andersson (docent i ekonomisk historia) och behandlar tiden från 1965 till 2012, det vill säga Sveriges nutidshistoria.
| Del | Författare                                   | Utgivning         | Sidomfång | Inbindningstyp | ISBN                   | Tidsomfång           | Motsvarande avsnitt i TV-serien | Motsvarande avsnitt i TV-serien |
| --- | -------------------------------------------- | ----------------- | --------- | -------------- | ---------------------- | -------------------- | ------------------------------- | ------------------------------- |
| 1   | Stig Welinder                                | 17 september 2009 | 502       | Inbunden       | ISBN 978-91-1-302376-2 | 13000–1800 f.Kr.     | 1: Stenåldern                   | Sänt 29 april 2010              |
| 1   | Stig Welinder                                | 17 september 2009 | 502       | Inbunden       | ISBN 978-91-1-302376-2 | 1800 f.Kr.–600 e.Kr. | 2: Maktens födelse              | Sänt 6 maj 2010                 |
| 2   | Dick Harrison                                | 17 september 2009 | 502       | Inbunden       | ISBN 978-91-1-302377-9 | 600–800              | 2: Maktens födelse              | Sänt 6 maj 2010                 |
| 2   | Dick Harrison                                | 17 september 2009 | 502       | Inbunden       | ISBN 978-91-1-302377-9 | 800–1100             | 3: Vikingatiden                 | Sänt 13 maj 2010                |
| 2   | Dick Harrison                                | 17 september 2009 | 502       | Inbunden       | ISBN 978-91-1-302377-9 | 1100–1350            | 4: Rikets födelse               | Sänt 20 maj 2010                |
| 3   | Dick Harrison Bo Eriksson                    | 26 maj 2010       | 624       | Inbunden       | ISBN 978-91-1-302439-4 | 1350–1430            | 5: Pestens tid                  | Sänt 27 maj 2010                |
| 3   | Dick Harrison Bo Eriksson                    | 26 maj 2010       | 624       | Inbunden       | ISBN 978-91-1-302439-4 | 1430–1520            | 6: Upprorens tid                | Sänt 3 juni 2010                |
| 3   | Dick Harrison Bo Eriksson                    | 26 maj 2010       | 624       | Inbunden       | ISBN 978-91-1-302439-4 | 1520–1600            | 7: Vasatiden                    | Sänt 29 augusti 2011            |
| 4   | Nils Erik Villstrand                         | 2 maj 2011        | 592       | Inbunden       | ISBN 978-91-1-302440-0 | 1600–1611            | 7: Vasatiden                    | Sänt 29 augusti 2011            |
| 4   | Nils Erik Villstrand                         | 2 maj 2011        | 592       | Inbunden       | ISBN 978-91-1-302440-0 | 1611–1660            | 8: Stormaktens uppgång          | Sänt 5 september 2011           |
| 4   | Nils Erik Villstrand                         | 2 maj 2011        | 592       | Inbunden       | ISBN 978-91-1-302440-0 | 1660–1718            | 9: Stormaktens fall             | Sänt 12 september 2011          |
| 4   | Nils Erik Villstrand                         | 2 maj 2011        | 592       | Inbunden       | ISBN 978-91-1-302440-0 | 1718–1721            | 10: Upplysningens tid           | Sänt 19 september 2011          |
| 5   | Elisabeth Mansén                             | 16 september 2011 | 687       | Inbunden       | ISBN 978-91-1-302441-7 | 1721–1809            | 10: Upplysningens tid           | Sänt 19 september 2011          |
| 5   | Elisabeth Mansén                             | 16 september 2011 | 687       | Inbunden       | ISBN 978-91-1-302441-7 | 1809–1830            | 11: Folkets århundrade          | Sänt 26 september 2011          |
| 6   | Bo Stråth                                    | 20 mars 2012      | 712       | Inbunden       | ISBN 978-91-1-302442-4 | 1830–1900            | 11: Folkets århundrade          | Sänt 26 september 2011          |
| 6   | Bo Stråth                                    | 20 mars 2012      | 712       | Inbunden       | ISBN 978-91-1-302442-4 | 1900–1920            | 12: Välfärdens tid              | Sänt 3 oktober 2011             |
| 7   | Yvonne Hirdman Jenny Björkman Urban Lundberg | 17 september 2012 | 686       | Inbunden       | ISBN 978-91-1-302390-8 | 1920–1965            | 12: Välfärdens tid              | Sänt 3 oktober 2011             |
| 8   | Kjell Östberg Jenny Andersson                | 2 april 2013      | 549       | Inbunden       | ISBN 978-91-1-302391-5 | 1965–2012            | 12: Välfärdens tid              | Sänt 3 oktober 2011             |